# C18H12O3
化學式C18H12O3（摩爾質量：276.3 g/mol）可能指：
- 丹參酮I，CAS編號：568-73-0
- 異丹參酮I，CAS編號：20958-17-2
- 異丹參酮II，CAS編號：98249-39-9

|  | 这个同类索引页列出了具有相同分子式的化学物（即同分異構體）条目。 除非您是有意链接至本页，否则应将相应条目的内部链接指向正确的条目。 |